# Aloys Brinkmann
Aloys Brinkmann (* 10. März 1898 in Höchsten, heute ein Stadtteil von Dortmund; † 28. Januar 1986 in Hagen) war ein deutscher Forstmann und Naturschützer. 

## Leben
Aloys Brinkmann entstammt einer Försterfamilie und kam im Forsthaus Höchsten zur Welt. Er kämpfte als Soldat im Ersten Weltkrieg, wobei er verwundet wurde. Sein Berufsleben begann er als Revierförster in Treis an der Mosel, wechselte dann aber als Forstsachverständiger zur Rheinischen Provinzial-Feuersozietät nach Düsseldorf.

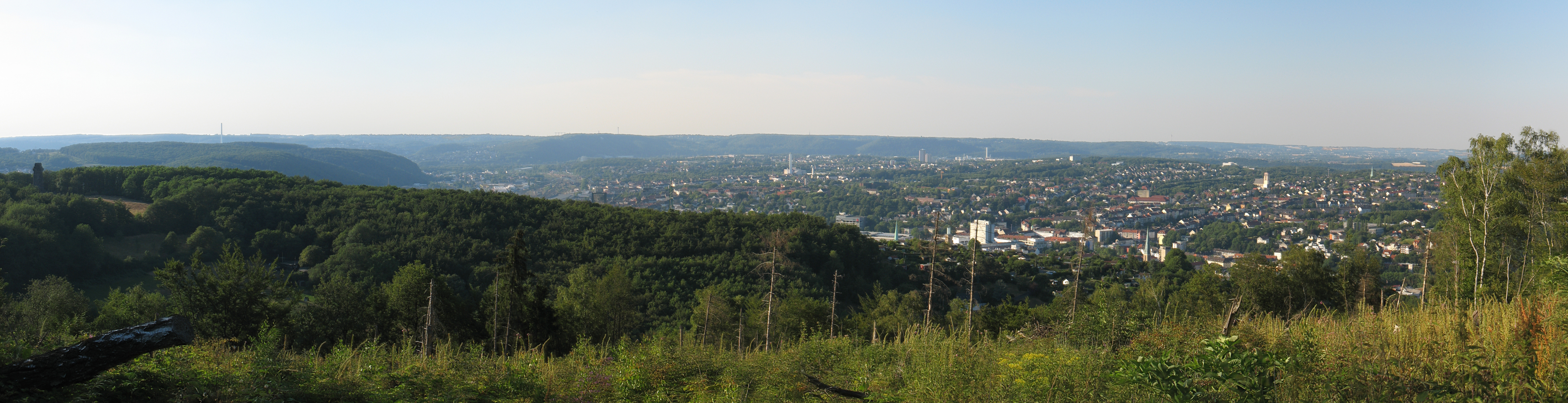
Während der Amtszeit von Aloys Brinkmann wuchs die Fläche des Hagener Stadtwaldes von rund 900 auf 1300 Hektar.

1930 trat Brinkmann als Stadtoberförster in den Dienst der Stadt Hagen. Während des Zweiten Weltkriegs war er nach kurzem Waffendienst für die Holzversorgung der Bevölkerung und der Wirtschaft verantwortlich. 1952 wurde ihm als Stadtforstoberamtmann das neu gebildete Stadtforstamt Hagen übertragen, das er bis zu seiner Pensionierung im März 1963 leitete. Zum Bezirk dieses Forstamtes gehörten neben dem städtischen Forstbetrieb auch der Kommunal- und Körperschaftswald im Ennepe-Ruhr-Kreis sowie der Wald der Stadt Bochum. Seine Leistung liegt vor allem darin, rauchgeschädigte Bestände in ansprechenden Erholungswald umgewandelt zu haben. Im Zuge eines Waldumbaus brachte er dabei widerstandsfähige Baumarten ein. Während seiner Amtszeit wuchs die Fläche des Hagener Stadtwaldes von rund 900 auf 1300 Hektar.
Neben- und ehrenamtlich widmete sich Aloys Brinkmann bis weit in den Ruhestand hinein der Jagd und dem Naturschutz. Er engagierte sich als Kreisjagdberater und in der Jungjäger-Ausbildung. Insgesamt 39 Jahre lang wirkte er als Beauftragter für Naturschutz, zunächst für den Stadtkreis Hagen und dann von 1946 bis 1975 für die kreisfreie Stadt Hagen. Zudem gehörte er 1949 zu den Gründern der Naturwissenschaftlichen Vereinigung in Hagen.
Der gläubige Katholik engagierte sich zudem in der Hagener Pfarrgemeinde St. Michael.
Für seine ehrenamtlichen Verdienste verlieh ihm der Bundespräsident 1971 das Bundesverdienstkreuz am Bande.
Stadtforstoberamtmann a. D. Aloys Brinkmann starb am 28. Januar 1986 im Alter von 87 Jahren in Hagen.
Im Hagener Stadtwald erinnert der Aloys-Brinkmann-Weg vom Waldparkplatz oberhalb der Waldlust bis zum Wildgehege an den Forstmann.